# Calligrapha vicina
Calligrapha vicina es una especie de escarabajo del género Calligrapha, familia Chrysomelidae. Fue descrita científicamente por Schaeffer en 1933.
Se alimenta de Cornus. Se encuentra en el noreste de América del Norte.